# Aleksej Guryšev
Aleksej Michajlovič Guryšev (in russo Алексей Михайлович Гурышев?; Mosca, 14 marzo 1925 – Mosca, 16 novembre 1983) è stato un hockeista su ghiaccio sovietico.

## Palmarès

### Olimpiadi invernali
- 1 medaglia:
  - 1 oro (Cortina d'Ampezzo 1956)